# Вроутек
Вроутек (чеш. Vroutek) град је у Чешкој Републици. Град се налази у управној јединици Устечки крај, у оквиру којег припада округу Лоуни.

## Становништво
Према подацима о броју становника из 2014. године град је имао 1.858 становника.